# 吉野太夫

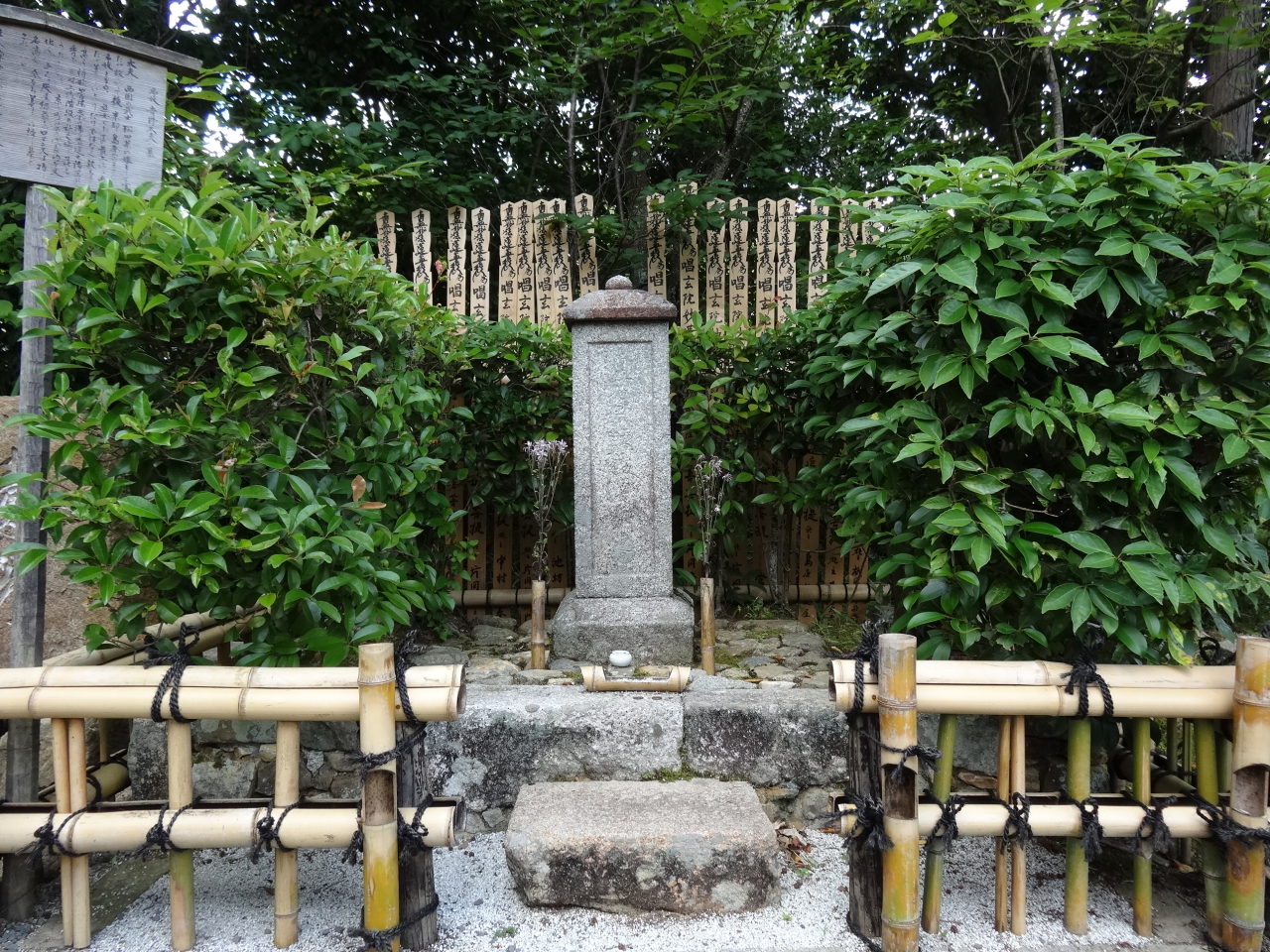
常照寺の吉野太夫墓所

二代目吉野太夫（にだいめよしのだゆう、本名：松田徳子、慶長11年3月3日（1606年4月10日） - 寛永20年8月25日（1643年10月7日）） は六条三筋町（後に島原に移転）の太夫。生まれは京都の方広寺大仏殿（京の大仏）近くと伝えられる。実父はもと西国の武士であったとも。
六条三筋町「七人衆」の筆頭。また夕霧太夫、高尾太夫とともに寛永三名妓といわれる。彼女の命日は吉野忌として俳句の季語にもある。

## 吉野太夫の名跡について
吉野太夫は京都の太夫に代々伝わる名跡であり、初代から数えて10代目まであったと伝えられる。初代吉野太夫は安土桃山時代の人物で、本阿弥光悦などの文化人と交流があったとされており、現代においては吉川英治作の『宮本武蔵』における登場人物として知られている。また末代の吉野太夫は寛文期もしくは延宝期（1670年代頃）の人物であったとされている。
吉野太夫は、その職性から2代目以外の人物像については詳細不明となっており、本項では特に断りのない限り2代目の吉野太夫を記載する。

## 人物
幼少のころに禿（かむろ、遊女の世話をする少女）として林家に抱えられ、禿名は林弥（りんや）といった。14歳で太夫になる。和歌、連歌、俳諧に優れていて、琴、琵琶、笙が巧みであり、さらに書道、茶道、香道、華道、貝覆い、囲碁、双六を極めたという。
また太夫18人の絢爛豪華な衣装を纏う集いの中、寝床から寝乱れ姿で出てきたにもかかわらず圧倒的な存在感を放ったといわれるほどの美貌を備えていた。
才色兼備を称えられ国内のみならず、遠くは明国にまで「東に林羅山、西の徳子よし野」と聞こえていると言わしめるほど名を知れ渡らせ、馴染み客には後陽成天皇の皇子で近衛信尹の養子である関白近衛信尋や、豪商で、当時の文化人の一人である灰屋紹益がいた。寛永8年（1631年）、退廓・紹益と結婚。時に26歳。
寛永20年8月25日（1643年10月7日）に死去、38歳であった。

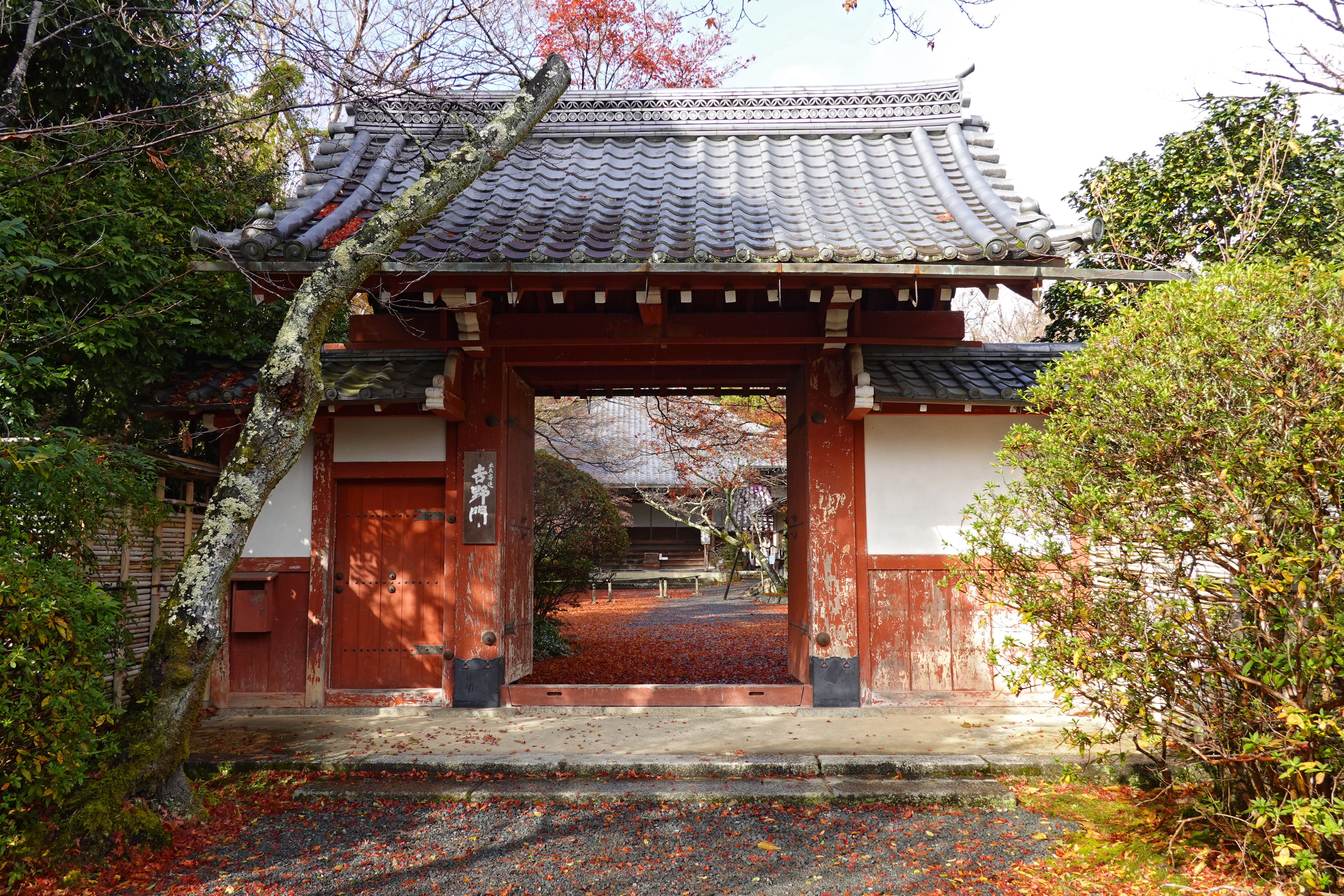
常照寺の吉野門

彼女は日乾上人に帰依しており、鷹峯（京都市北区）にある常照寺に朱門を寄進したといわれる。太夫自身の墓もここにある。彼女をしのんで毎年4月第3日曜日に花供養が行われ、島原から太夫が参拝し訪問客に花を添えている。

## 逸話
吉野はまた、慈悲深い女性として時代を経てなお賛辞されている。
吉野を見染めた刀鍛冶職人駿河守金網の弟子が爪に火を灯すように上げ代53匁を貯めて島原に向かうものの、太夫の相手となる格に遠く及ばず門前で追われる。それを不憫に思った吉野はその男をひそかに招き、思いを遂げさせたという。井原西鶴の『好色一代男』では、それを目にした主人公の世之助が「これぞ女郎のあるべき姿」と嫁にひくことになっており、「なき跡まで名を残せし太夫。前代未聞の遊女也。いづれをひとつ、あしきともうすべきところなし。情第一深し」と残している。
そのほかにも『好色一代男』には世之介との結婚を親族から猛反対された吉野太夫の話が出てくる。吉野は「正妻でなくともいいからたまに通う妾にしてください」と世之介を説得するが、聞き入れようとしない。そこで吉野は一計を案じ、世之介に親戚一同に「吉野に明日限りで暇を出すことにした。ついては花見の宴を催すのでご婦人方もぜひ」と触れ状を出すように頼む。親戚一同は二つ返事でそれぞれ駕籠に乗りやってきた。皆にちょうど酒がまわったとき、吉野は下女のみすぼらしい恰好をして手には酒の肴をもち、親族の中でも一番年を取った者に向かって「自身がこのような場所に出ることも憚られますが、今日限りでお暇をいただきましたのでお名残りに。」と丁寧に暇乞いの挨拶をした。その後吉野は「時計の調整」（当時家に時計を持っている人は少なく、また調整には技術がいったのでそれだけでも知識人）「親族女性の娘の髪や化粧をととのえたり」「箏を弾き、笙をふき」「茶をしほらしく点て花を活け替え」「話題は風流事からはては家計のやりくりの話まで」人をひきつけて離すということがない。ほんの少しでも吉野が席を離れると、吉野がいない、吉野はどこへ行ったと人が探して回るという有様。このような女性は親戚中探してもいないくらいだ。素晴らしい女性なのになぜ離縁するなどというのか！と親族の女性たちから抗議の連絡が来たため、正式に祝言をあげることとなった。その際、ご祝儀は山のように積まれ、白髪になってもともに長生きしようと皆で祝った。あくまで物語のエピソードだが、ある程度の実話にもとづいたものと考えられている。

## 吉野太夫が登場するテレビドラマ
- 『吉野太夫』（1970年、フジテレビ おんなの劇場 演：山本富士子）
- 『武蔵 MUSASHI』（2003年、NHK 演：小泉今日子）
- 『宮本武蔵』（2014年3月15日 ‐ 16日、テレビ朝日系列 演：中谷美紀）